# Себберс, Фридрих Юлиус Людвиг
Фридрих Юлиус Людвиг Себберс (нем. Friedrich Julius Ludwig Sebbers; 1804, Брауншвейг — 1839, Берлин) — немецкий художник.

## Биография
Получил художественное образование на фабрике фарфора в Фюрстенберге (нем. Porzellanmanufaktur Fürstenberg), в 1824—1826 гг. стажировался на аналогичном производстве в Мюнхене. В 1827—1828 гг. брауншвейгский придворный художник и главный художник фюрстенбергской фабрики. Последние годы жизни провёл в Берлине.

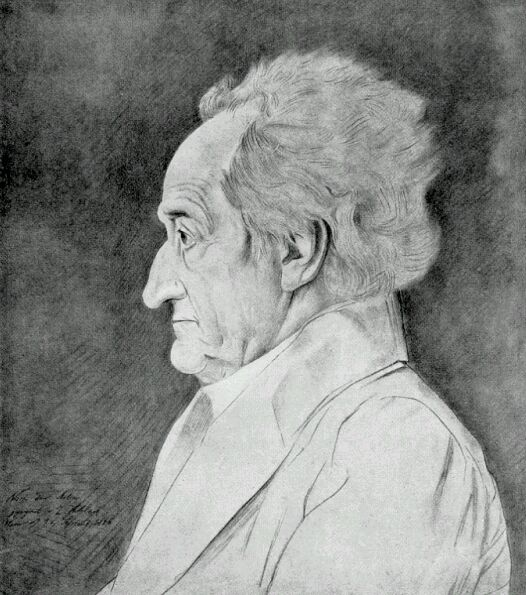
Гёте на карандашном рисунке Себберса

Себберс известен, главным образом, двумя своими портретами. Летом 1826 г. он по пути из Мюнхена в Брауншвейг посетил в Веймаре Иоганна Вольфганга Гёте и на протяжении 20 сеансов писал его портрет для последующего перевода на фарфор, а затем сделал и карандашную версию. Гёте в одном из своих писем выразил одобрение работе молодого художника и сочинил по этому поводу стихотворную миниатюру:
 Sibyllinisch mit meinem Gesicht

 Soll ich im Alter prahlen!

 Je mehr es ihm an Fülle gebricht,

 Desto öfter wollen sie’s malen!
Карандашный портрет Гёте работы Себберса был использован, помимо прочего, для памятных монет, выпущенных в Германии в 1932 г., к столетию со дня смерти писателя. Карандашный оригинал был продан в 1877 г. и находится в библиотеке Принстонского университета.
В 1828 г. Себберсом был выполнен портрет Георга Фридриха Гегеля, которого художник изобразил в шлафроке, сидящим на стуле в домашней библиотеке. Сообщается, что Гегель остался недоволен портретом — по предположению, высказанному в письме его женой, из-за «неуютной похожести». Оригинал этого портрета утрачен, но сохранилась сделанная автором литография, на основе которой гравер Лазарус Зихлинг изготовил широко распространившуюся в дальнейшем погрудную гравюру; Зихлинг же гравировал и себберсовский портрет Гёте к 100-летию Гёте в 1849 г.
Кроме того он исполнил портрет графа Иосифа Мария Антона фон Брассье де Сен-Симон-Валлада.